# Estudos post-mortem
Estudos post-mortem (após a morte) são um tipo de pesquisa neurobiológica, que fornece informações aos pesquisadores e indivíduos que terão que tomar decisões médicas no futuro. Os pesquisadores post-mortem conduzem um estudo longitudinal do cérebro de um indivíduo, que tem algum tipo de aflição fenomenológica (isto é, não pode falar, dificuldade de mover o lado esquerdo do corpo, Alzheimer, etc.) que é examinado após a morte. Pesquisadores observam certas lesões no cérebro que poderiam ter uma influência sobre as funções cognitivas ou motoras. Estas irregularidades, danos ou outras anomalias cerebrais observadas no cérebro são atribuídas à fisiopatologia de um indivíduo e seu ambiente. Os estudos post-mortem fornecem uma oportunidade única para os pesquisadores estudarem diferentes atributos do cérebro que não poderiam ser estudados em uma pessoa viva.